# Норт Пјуалап (Вашингтон)
Норт Пјуалап (енгл. North Puyallup) насељено је место без административног статуса у америчкој савезној држави Вашингтон.

## Демографија
По попису из 2010. године број становника је 1.743.
| Група             | 2000.    | 2010.         |
| Белци             | 0 (0,0%) | 1.535 (88,1%) |
| Афроамериканци    | 0 (0,0%) | 16 (0,9%)     |
| Азијати           | 0 (0,0%) | 35 (2,0%)     |
| Хиспаноамериканци | 0 (0,0%) | 82 (4,7%)     |
| Укупно            | 0        | 1.743         |